# 清原惟
清原 惟（きよはら ゆい、1992年 - ）は、日本の映画監督・映像作家。東京都出身。

## 概要
和光高等学校（東京都）に在学中から自主映画の製作を開始。武蔵野美術大学映像学科で監督した作品がPFFアワードで連続入選を果たして関係者から注目を集めた。卒業後、東京藝術大学大学院映像研究科映画専攻監督領域で黒沢清・諏訪敦彦らに映画製作を学ぶ。
同大学院で修了作品として監督した初の長篇作品『わたしたちの家』が、ぴあフィルムフェスティバル2017でグランプリを受賞。これも高い注目を集め、全国各地で上映されたのち第68回ベルリン国際映画祭・フォーラム部門に正式出品。続いて、ニューヨークの映画協会と近代美術館（ＭｏＭＡ）が共催で各国の新進監督を紹介する「ニューディレクターズ/ニューフィルムズ(New Directors/New Films)」でも上映された。
短編製作やオムニバス作品への参加を経て、2022年、PFFスカラシップ作品として商業映画第1作『すべての夜を思いだす』を監督。同作は同年９月に日本国内で初公開されたのち、2023年2月に第73回ベルリン国際映画祭・フォーラム部門に正式出品 。4月には再び、ニューヨークで「ニューディレクターズ/ニューフィルムズ」の1本として参加、同年秋には北米で一般上映された。。北米、日本国内に続いて、イギリスで公開。

### 出品上映
- 『わたしたちの家』

第48回香港国際映画祭、第20回台北映画祭（台北電影節）、第21回上海国際映画祭、第22回プチョン国際ファンタスティック映画祭、第67回メルボルン国際映画祭、第6回サンフランシスコ日本映画祭、第18回クリチパ国際映画祭（Olhar de Cinema）、第2回ウィーン日本映画祭、第25回バルディビア国際映画祭、第26回ブリスベン国際映画祭、第27回釜山国際映画祭など。
- 『すべての夜を思いだす』

第23回クリチパ国際映画祭、第13回北京国際映画、第25回台北映画祭、第72回メルボルン国際映画祭、第71回サン・セバスティアン国際映画祭、第28回釜山国際映画祭、第20回香港アジア映画祭、第64回テッサロニキ国際映画祭など。

## 評価
米国の映画批評で大きな影響力をもつ『ハリウッド・リポーター』誌は『わたしたちの家』が2018年に海外で上映され始めるとすぐに注目し、これは黒沢清『岸辺の旅』(2015) を思わせる冷ややかな亡霊のドラマで、清原はその繊細な脚本・謎を未解決のまま終わらせる大胆な手法によって、デビュー作でいきなり日本のインディーズ映画の最前線に立った、と紹介した。
『ニューヨーク・タイムズ』紙は多摩ニュータウンを舞台とした『すべての夜を思いだす』について、構成・脚本があいまいで力強さを欠くものの、東京郊外で暮らす3人の女性の姿を優美に描いており、画面のいたるところに溢れている森とあざやかな緑が、鋼鉄とコンクリートの大都市で生きる生の周辺性を象徴するかのようだ、などと評している。

## 表彰
- 2014年 - PFFアワード2014入選『暁の石』
- 2015年 - PFFアワード2015入選『ひとつのバガテル』
- 2017年 - PFFアワード2017グランプリ『わたしたちの家』
- 2018年 - 第18回クリチパ国際映画祭（ブラジル）グランプリ『わたしたちの家』
- 2018年 - スペインムービングイメージフェスティバル2018 グランプリ『わたしたちの家』
- 2018年 - 第21回上海国際映画祭「Asian New Talent Award」部門 最優秀監督賞『わたしたちの家』[21]
- 2023年 - 第13回北京国際映画祭「Forward Future Award」部門 審査員特別表彰『すべての夜を思いだす』[22][23]

## 監督作品
| 公開年 | 題名                                                               | 脚本                       |       | 主な出演                                                     |
| ------ | ------------------------------------------------------------------ | -------------------------- | ----- | ------------------------------------------------------------ |
| 2009   | 白と三角                                                           | 清原惟                     |       |                                                              |
| 2013   | ムーンドーン（※飛田みちるとの共同監督）                            | 清原惟・飛田みちる         | 85分  |                                                              |
| 2014   | 暁の石（※飛田みちるとの共同監督）                                  | 清原惟                     | 30分  | 坂藤加菜、橋本日香里、菊沢将憲、吉村英治                     |
| 2015   | ひとつのバガテル                                                   | 清原惟                     | 72分  | 青木悠里、原 浩子、加藤周生、中島あかね、菊沢将憲            |
| 2015   | しじゅうご円                                                       | 加藤法子                   | 15分  | 小畑みなみ 横田光亮 上野みき                                 |
| 2016   | 音日記                                                             | 清原惟、峰尾賢人、加藤法子 | 30分  | 横田光亮、守谷周人、堀夏子                                   |
| 2017   | 波                                                                 | 清原惟                     | 5分   | 青木悠里、福地脩平                                           |
| 2017   | 火星の日                                                           | 清原惟                     | 11分  | 青木悠里                                                     |
| 2017   | わたしたちの家                                                     | 清原惟・加藤法子           | 80分  | 河西和香、安野由記子、大沢まりを、藤原芽生、菊沢将憲         |
| 2018   | 網目をとおる すんでいる                                            | 清原惟・青木悠里ほか       | 15分  | 坂藤加菜、よだまりえ                                         |
| 2020   | これが星の歩きかた                                                 | 清原惟                     |       | 村上由規乃、石倉来輝、菊沢将憲、青木悠里                     |
| 2021   | 三月の光（※オムニバス作品『MADE IN YAMATO』より）                  | 清原惟                     |       | 小山薫子、石倉来輝、田中真琴、南辻史人                       |
| 2021   | バストリオ＋松本一哉『黒と白と幽霊たち』パフォーマンス記録映像     | 清原惟                     |       |                                                              |
| 2022   | すべての夜を思いだす(Remembering Every Night)                      | 清原惟                     | 116分 | 兵藤公美、大場みなみ、見上 愛、内田紅甘、遊屋慎太郎、奥野 匡 |
| 2022   | 建築作品「海老名芸術高速」記録映像（部屋）                         | 清原惟                     |       |                                                              |
| 2022   | ユートピアのすごろく 映像インスタレーション作品（部屋）            | 清原惟                     |       |                                                              |
| 2022   | ７日間のままごと（ままごと 瀬戸内国際芸術祭2022 ドキュメンタリー） | 清原惟                     |       |                                                              |
| 2023   | A Window of Memories                                               | 清原惟                     | 67分  | 砂子旭子、清原磋智子、小山薫子、坂藤加菜                     |

## 関連文献
- 清原惟「映画『わたしたちの家』上映会&清原監督講演会」『立教大学ジェンダーフォーラム年報 : Gender-Forum』第21巻、2019年、73-84頁、CRID 1390009224787024384、doi:10.14992/00019447、ISSN 21853789。

- 『新映画論 ポストシネマ』渡邉大輔著 2022年2月
- 『彼女たちのまなざし 日本映画の女性作家』北村匡平・児玉美月著 2023年12月
- De Luca, Tiago and Nuno Barradas Jorge eds., Slow Cinema (Edinburgh University Press, 2015)
- Ira Jaffe, Slow Movies: Countering the Cinema of Action (Wall Flower Press, 2014)

## 関連リンク
- 三浦哲哉「映画川特別編・清原惟レトロスペクティブ」 （2017年6月30日）
- 「新時代の映像作家たち：清原惟インタビュー」（批評誌『エクリヲ』2018年3月19日）
- 「『わたしたちの家』：清原惟監督インタビュー」（『i-D』2018年1月17日）
- 若き最優秀アジア新人監督が映す「パラレルワールド」#NEXT_U30 清原惟映画監督 （Forbes JAPAN日本編集部 2019年1月9日）
- 「清原惟インタビュー」（Cinemarche, 2019年5月7日）
- 『すべての夜を思いだす』(井戸沼紀美のエッセイ「二十二日の半券 2022年9月22日)
- 『すべての夜を思いだす』清原惟監督インタビュー(NOBODY,2024)
- 太田達成 × 清原惟。日本映画の次代を照らす、監督2人のフレンドシップ （BRUTUS,2024）
- 映画「すべての夜を思いだす」　清原惟監督　他人を風景にしたくない（東京新聞 2024年2月25日）
- 風景のスクリーン・プラクティス/ 佐々木友輔 第3回高畑勲と清原惟の遊歩＝風景論（かみのたね・フィルムアート社ウエッブマガジン 2024年12月20日）